# Stanislaw Iossifowitsch Rostozki

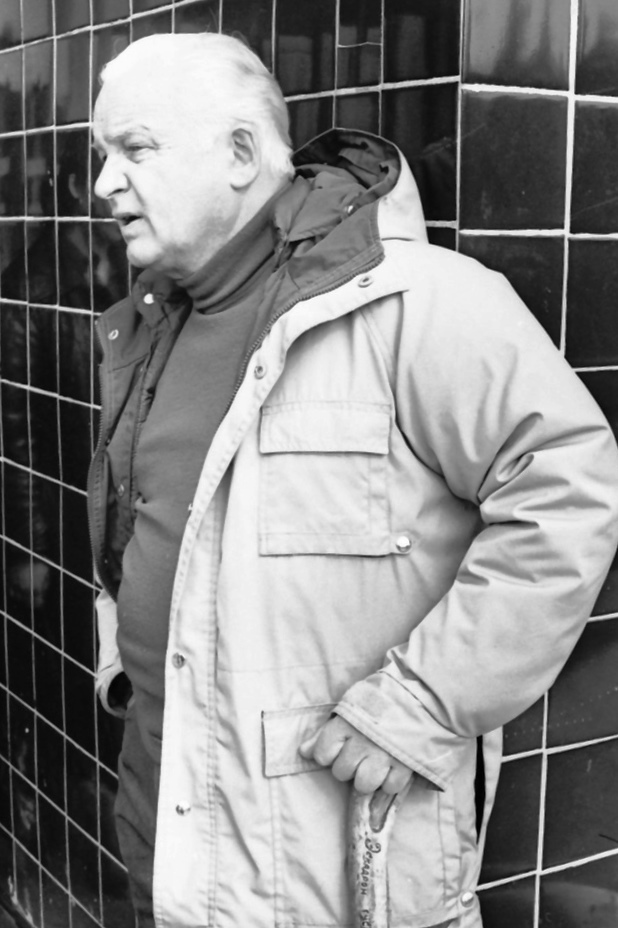
Stanislaw Iossifowitsch Rostozki

Stanislaw Iossifowitsch Rostozki (russisch Станислав Иосифович Ростоцкий; * 21. April 1922 in Rybinsk, RSFSR, Sowjetunion; † 10. August 2001 bei Wyborg, Russland) war ein sowjetischer bzw. russischer Filmregisseur und Drehbuchautor.

## Leben
Rostozki kam als Sohn des Arztes Iossif Boleslawowitsch Rostozki, der aus einer polnischen aristokratischen Familie stammte, und der Hausfrau Lidija Karlowna Rostozkaja zur Welt. Sein Bruder Boleslaw Iossifowitsch Rostozki wurde später als Theaterwissenschaftler bekannt. Bereits im Alter von 14 Jahren spielte Rostozki eine Nebenrolle im unvollendeten Film Beshinwiese von Sergei Eisenstein und Eisensteins Arbeiten beeinflussten Rostozki nachhaltig. Im Jahr 1940 schrieb Rostozki sich auf Eisensteins Empfehlung hin am Moskauer Institut für Philosophie, Literatur und Geschichte (МИФЛИ) ein. Im Februar 1942 wurde er als Soldat in die Rote Armee eingezogen, kämpfte im Zweiten Weltkrieg an der Front in der Ukraine und wurde im Februar 1944 bei Dubno schwer verwundet, als er von einem Panzer überrollt wurde. Während des mehrmonatigen Krankenhausaufenthalts musste Rostozki ein Bein amputiert werden, sodass er von da an auf eine Prothese angewiesen war. Für seine Verdienste im Krieg wurde er mit dem Rotbannerorden ausgezeichnet.
Rostozki schrieb sich im September 1944 am Gerassimow-Institut für Kinematographie im Fach Regie ein. Zu seinen Lehrern zählte unter anderem Grigori Kosinzew, an dessen Filmen bei der Lenfilm er als Assistent beteiligt war. Rostozkis Abschlussarbeit Пути-дороги (1951) wurde auf Geheiß Stalins nicht aufgeführt. Eine der Schauspielerinnen, die für eine Rolle in Пути-дороги vorgesprochen hatten, war Nina Menschikowa, die Rostozkis Ehefrau wurde. Im Jahr 1957 kam der einzige Sohn Andrei Rostozki zur Welt, der als Schauspieler und Regisseur Bekanntheit erlangte und 2002 verstarb.
Rostozki ging nach Abschluss des Studiums 1951 zum Gorki Filmstudio, dem er bis zu seinem Tod als Regisseur treu blieb. Er drehte bis 1989 insgesamt 17 Spielfilme. Sein Regiedebüt wurde 1955 die Trojepolski-Verfilmung Земля и люди. Internationale Bekanntheit erlangte er durch Im Morgengrauen ist es noch still, der 1973 eine Oscarnominierung als Bester fremdsprachiger Film erhielt. Bereits sechs Jahre später wurde mit Weißer Bim, Schwarzohr erneut ein Film Rostowskis für den Oscar nominiert. Weißer Bim Schwarzohr erhielt zudem 1978 den Kristallglobus (Hauptpreis) auf dem Internationalen Filmfestival Karlovy Vary.
In den 1960er- und 1970er-Jahren erhielt Rostozski zahlreiche hohe Auszeichnungen der Sowjetunion, die seine Verdienste um den sowjetischen Film würdigten. Im Jahr 1964 wurde er als Verdienter Künstler der RSFSR geehrt, 1969 erhielt er die Auszeichnung Volkskünstler der RSFSR und 1974 die Auszeichnung Volkskünstler der UdSSR, die für außergewöhnliche Leistungen in den Darstellenden Künsten vergeben wurde. Rostozki war zwischen 1975 und 1983 fünf Mal Jurymitglied des Internationalen Filmfestivals Moskau und lehrte als Dozent für Regie am Gerassimow-Institut für Kinematografie. Zudem verfasste er mehrere Biografien über sowjetische Filmschaffende, darunter seinen Mentor Eisenstein, und war als Autor für verschiedene Zeitschriften tätig.
Rostozki starb auf der Fahrt zum Filmfestival Windows to Europe unweit von Wyborg an einem Herzinfarkt. Er wurde auf dem Wagankowoer Friedhof in Moskau beigesetzt.

## Filmografie
- 1951: Пути-дороги
- 1953: Таинственная находка
- 1955: Земля и люди
- 1958: Дело было в Пенькове – auch Drehbuch
- 1959: Sterne im Mai (Майские звёзды)
- 1962: Das Haus in den sieben Winden (На семи ветрах) – auch Drehbuch
- 1963: Зимние этюды
- 1965: Максим Максимыч – auch Drehbuch
- 1966: Bela – Tragik einer Liebe (Бэла) – auch Drehbuch
- 1968: Warten wir den Montag ab (Доживём до понедельника)
- 1972: Im Morgengrauen ist es noch still (А зори здесь тихие) – auch Drehbuch
- 1977: Weißer Bim Schwarzohr (Белый Бим Чёрное ухо) – auch Drehbuch
- 1979: Профессия – киноактёр
- 1980: Schwadron der fliegenden Husaren (Эскадрон гусар летучих)
- 1985: Die Liebe des Wikingers (И на камнях растут деревья) – auch Drehbuch
- 1989: Из жизни Фёдора Кузькина – auch Drehbuch

## Auszeichnungen (Auswahl)
- 1964: Verdienter Künstler der RSFSR
- 1969: Volkskünstler der RSFSR
- 1970: Staatspreis der UdSSR für Warten wir den Montag ab
- 1973: Oscar-Nominierung als Bester fremdsprachiger Film für Im Morgengrauen ist es noch still
- 1974: Volkskünstler der UdSSR
- 1974: Lenin-Komsomol-Preis für Im Morgengrauen ist es noch still
- 1975: Staatspreis der UdSSR für Im Morgengrauen ist es noch still
- 1978: Kristallglobus (Hauptpreis) auf dem Internationalen Filmfestival Karlovy Vary für Weißer Bim Schwarzohr
- 1979: Oscar-Nominierung als Bester fremdsprachiger Film für Weißer Bim Schwarzohr
- 1980: Leninpreis für Weißer Bim Schwarzohr
- 1996: Verdienstorden für das Vaterland – Offizierskreuz